# Carrie Newcomer

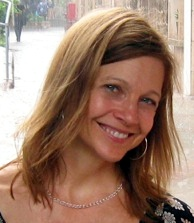
Carrie Newcomer im
Indischen Monsun (undatiert)

Carrie Newcomer (* 25. Mai 1958 in Dowagiak (Michigan)) ist eine US-amerikanische Singer-Songwriterin. Sie produzierte seit 1991 allein 17 Solo-Alben.

## Leben
Newcomer wurde in Dowagiak (Michigan) geboren und verbrachte ihre Kindheit und Jugend seit dem sechsten Lebensjahr in Elkhart (Indiana).

## Diskografie
Studioalben
- 1991: Visions and Dreams – Philo
- 1994: An Angel At My Shoulder – Philo
- 1995: The Bird or the Wing – Philo
- 1996: My Father's Only Son – Philo
- 1998: My True Name – Philo
- 1999: Bare to the Bone [Live] – Philo
- 2000: The Age of Possibility – Philo
- 2002: The Gathering of Spirits – Philo
- 2004: Betty's Diner: The Best of Carrie Newcomer – Philo
- 2005: Regulars and Refugees – Philo
- 2008: The Geography of Light – Philo
- 2010: Before & After – Philo
- 2011: Everything Is Everywhere – Available Light Records
- 2012: Kindred Spirits: A collection
- 2014: A Permeable Life
- 2016: The Beautiful Not Yet
- 2019: The Point of Arrival